# Фінч (фільм)
«Фінч» (англ. Finch) — американський науково-фантастичний драматичний фільм з Томом Генксом у головній ролі, знятий Мігелем Сапочником за сценарієм Крейга Лака та Івора Павелла.

## Сюжет
П'ятнадцять років минуло відтоді, як потужний сонячний спалах зруйнував озоновий шар, перетворивши планету Земля на майже непридатну для життя пустелю, спустошену екстремальними погодними явищами та випалену ультрафіолетовим промінням сонця, що підвищило температуру поверхні до 150 °F (66 °C; 339 K). Один з небагатьох, хто вижив, інженер-робототехнік Фінч Вайнберг, живе сам зі своїм собакою Гудієром та роботом-помічником Дьюї у підземній лабораторії Сент-Луїса, що колись належала компанії, на яку він працював до катаклізму. Фінч наважується вийти назовні лише в захисному костюмі, щоб пошукати припаси.
Помираючи від невідомої хвороби (хоча Фінч читає книгу про радіаційне отруєння), він створює більш досконалого гуманоїдного робота-компаньйона, на ім'я Джефф, щоб той піклувався про його собаку, коли його не стане. Фінч передає йому томи енциклопедичних знань, включно з посібником з дресування та догляду за собаками. Однак, його пес — Гудієр спочатку не довіряє роботу.
Фінч дізнається, що на Сент-Луїс насувається потужний шторм, що має тривати приблизно 40 діб, який неодмінно зруйнує місто і вб'є його самого. Фінч, Джефф, Дьюї та Гудієр вирушають у сильно модифікованому будинку на колесах Fleetwood у напрямку Сан-Франциско. Через поспішний від'їзд Джефф зміг завантажити лише 72 % своїх енциклопедичних даних, а його розумові здібності потребують тренувань. Попри погіршення його стану, Фінч намагається дати Джеффу кілька цінних уроків про життя і про те, як захистити Гудієра. Допитлива поведінка Джеффа одночасно розважає і розчаровує Фінча, але робот поступово проявляє більше ініціативи.
Коли вони дістаються Денвера, Фінчу стає зле, і Джефф вирішує пограбувати покинуту лікарню разом із Дьюї. Робот Дьюї випадково потрапляє в капкан, що вбиває його і Фінч витягає Джеффа, щоб втекти з міста, розуміючи, що це місце — пастка, влаштована іншими людьми. Пізніше ввечері будинок на колесах переслідує невідома машина (яка, очевидно, їхала за ними від лікарні). Фінч панічно помиляється і розбиває їхню машину в підземному переході з надто малим просвітом, але Джефф достатньо сильний, щоб виштовхати її з поля зору. Фінч починає втрачати надію на те, що він переживе подорож, і розповідає історію (у флешбеку) про те, як він врятував Гудієра, коли той був ще цуценям.
Коли вони наближаються до місця призначення, рівень ультрафіолетового випромінювання знизився настільки, що Фінч може вийти на сонце без захисного костюма. В екстазі, Фінч проводить день на вулиці з Джеффом, навчаючи його грати в «принеси м'ячик» з Гудієром, перш ніж тихо померти. Після кремації Фінча у поховальному вогнищі, Джефф і Гудієр вирушають до Сан-Франциско. Хоча місто здається їм придатним для життя, але безлюдним, на мосту Золота Брама вони знаходять можливі докази того, що в ньому вижили люди, і вирушають на їх пошуки.

## У ролях
| Актор              | Роль                   |
| ------------------ | ---------------------- |
| Том Генкс          | Фінч                   |
| Калеб Лендрі Джонс | робот Джефф            |
| Саміра Вайлі       | Вівер (видалена сцена) |
| Скіт Ульріх        | Сем (видалена сцена)   |
| Лора Геррієр       | Лінда (видалена сцена) |

## Виробництво
26 жовтня 2017 року було оголошено, що Том Генкс зіграє у постапокаліптичному фільмі «BIOS» про робота, який створюється хворим персонажем Генкса, щоб захистити життя улюбленого собаки, коли він помирає. Мігель Сапочник став режисером фільму за сценарієм Крейга Лака та Івора Павелла, який продюсуватиме Роберт Земекіс та Кевін Мішер. Кілька великих студій подавали заявки на права на фільм, а виробництво, як очікувалося, розпочнеться на початку 2018 року. Через кілька днів повідомлялося, що компанія Amblin Entertainment придбала проєкт, а Universal Studios займеться його розповсюдженням. У січні 2019 року Калеб Лендрі Джонс приєднався до акторського складу як робот, якого побудував Фінч. У березні 2019 року роль отримала Саміра Вайлі. У травні 2019 року до акторського складу фільму приєдналися Скіт Ульріх і Лора Геррієр.
Виробництво відбувалося в Нью-Мексико, зокрема в Альбукерке, Санта-Фе, Шипроці, Лос-Лунасі, Сокорро та Національному парку Вайт-Сендс. Виробництво закінчилося у травні 2019 року.

## Випуск
У США фільм вийшов 5 листопада 2021 року. Раніше його планували випустити 2 жовтня 2020 року, але в червні 2020 року він був відкладений до 16 квітня 2021 року, а потім ще до 13 серпня, у зв'язку з пандемією COVID-19.